# Нтчиси (город)
Нтчиси — город в Центральном регионе Малави. Административная столица округа Нтчиси.

## Демография
| Год  | Население |
| ---- | --------- |
| 1987 | 3,073     |
| 1998 | 5,773     |
| 2008 | 7,918     |
| 2018 | 9,357     |

## Здравоохранение
Нтчиси обслуживается больницей, и несколькими медицинскими центрами неподалеку. Большинство медицинских учреждений находятся во владении государства. Однако есть и другие учреждения, которыми управляют церкви, как в случае медицинских центров Мферере, Чинтембве и Маламбо. Государственные медицинские центры включают сельскую больницу Маломо, медицинские центры Кансонга, Мхузи, Нтондо, Мзанду и Канголва. Центр здравоохранения Чафумбва находится в стадии строительства.

## Образование
В Нтчиси есть несколько учебных заведений. В их числе ясли, начальная, средняя и высшая школы. Здесь есть две средние школы с полным пансионом, Мбомба и Нтчиси (ранее Ntchisi Boys). Общественные средние школы включают: Malomo, Kanjiwa, Gwangwa, Mphere, Chinthembwe, Mawiri, Kayoyo, Kasakula и Chipala Community Day Secondary School, а также недавно открытую частную среднюю школу Нтчиси, расположенную недалеко от торгового центра Нгомбе. Также есть несколько частных высших учебных заведений технического и академического уровней.

## Сельское хозяйство
Основная часть населения Нтчиси живет за счет натурального сельского хозяйства. Наиболее популярными культурами являются табак, кукуруза, соя, арахис, маниока, горох, фасоль и сорго.

## Транспорт
В Нтчиси одна из худших дорожных сетей: только одна асфальтированная дорога от Мпонелы до столицы, обычно известная как Нтчиси Бома. Остальная часть дороги — это дороги для сухой погоды. Население обслуживается частными микроавтобусами и некоторыми пикапами, которые ездят в самые отдаленные районы. Тем не менее, есть национальная автобусная компания, которая осуществляет регулярные рейсы между столицей Лилонгве и Нтчиси.
В Нтчиси есть грунтовый аэропорт.

## Туризм
Одной из туристических достопримечательностей является гора Нтчиси высотой 1702 метра и окружающий ее лесной заповедник, который является одним из крупнейших лесных заповедников в Малави. В Нтчиси есть несколько мест для проживания, включая Ntchisi Lodge.